# Godley & Creme
Godley & Creme was een Engels muzikaal duo bestaande uit Kevin Godley en Lol Creme, die samen met Eric Stewart en Graham Gouldman de band 10cc een gezicht hebben gegeven.

## Biografie
Godley en Creme, beiden van Joodse afkomst, ontmoetten elkaar al eind jaren 50 en hebben samen in diverse bands gezeten voordat 10cc werd opgericht. Waar Stewart en Gouldman een klassieke achtergrond hadden waren Godley en Creme meer vernieuwend ingesteld. Godley en Creme hebben een soort snaarinstrument bedacht/ontwikkeld, de zogenaamde gizmotron, een snaarinstrument dat door middel van wieltjes op de snaren muziek voortbracht. Op sommige nummers is dit ook goed te horen. 
In 1976 verlieten ze 10cc omdat ze zich geremd voelden door het zware schema van de band; ze gingen zelf albums maken en bouwden een reputatie op door vernieuwende videoclips te regisseren. Drie van hun bekendste hits zijn An Englishman in New York (met een orkest van poppen), Under your thumb en Cry (met de steeds veranderende gezichten).
Bekende clips die ze voor anderen hebben geregisseerd zijn onder andere Girls on Film (Duran Duran), Rockit (Herbie Hancock) en A View To A Kill (Duran Duran). Ze werden samen genomineerd voor een Grammy Award for Best Long Form Music Video voor The Police: Synchronicity Concert in 1986.
In 1988 ging het duo uit elkaar. Godley bleef clips regisseren voor onder anderen Sting, U2, Bryan Adams, Ronan Keating, Will Young, Katie Melua en Elbow. In 2006 nam hij nieuwe nummers op met Graham Gouldman (tegenwoordig het enige originele 10cc-lid) onder de naam GG06. 

## Discografie
- Consequences - Mercury/Phonogram (1977)
- L - Mercury/Polydor (1978)
- Freeze Frame - Polydor (1979)
- Ismism / Snack Attack - Polydor/Mirage (1981)
- Birds of Prey - Polydor (1983)
- The History Mix Vol. 1 - Polydor (1985)
- Goodbye Blue Sky - Polydor (1988)

### NPO Radio 2 Top 2000
| Nummers met noteringen in de NPO Radio 2 Top 2000 | '99  | '00  | '01  | '02  | '03  | '04  | '05  | '06  | '07 | '08  | '09-'11 | '12  | '13  |
| ------------------------------------------------- | ---- | ---- | ---- | ---- | ---- | ---- | ---- | ---- | --- | ---- | ------- | ---- | ---- |
| An Englishman in New York                         | 1300 | 1541 | 1185 | 1386 | 1131 | 1559 | 1765 | 1970 | -   | 1854 | -       | 1920 | 1830 |
| Cry                                               | 1393 | -    | 1596 | 1727 | 1833 | 1916 | -    | -    | -   | -    | -       | -    | -    |

1. ↑  Een '-' betekent dat het nummer niet was genoteerd en een vetgedrukt getal geeft de hoogste notering van een nummer aan.
2. ↑  Deze tabel is bijgewerkt tot en met de laatste editie (2024).